# Droga wojewódzka 351
Die Droga wojewódzka 351 (DW 351) ist eine 29 Kilometer lange Droga wojewódzka (Woiwodschaftsstraße) in der polnischen Woiwodschaft Niederschlesien, die die Droga wojewódzka 296 in Jagodzin mit Zgorzelec und Jędrzychowice verbindet. Die Strecke liegt im Powiat Zgorzelecki.

## Streckenverlauf
Woiwodschaft Niederschlesien, Powiat Zgorzelecki
-  Jagodzin (Neuhammer Oberlausitz) (DW 296)
- Stojanów (Nieder Penzighammer)
-  Pieńsk (Penzig) (DW 353)
- Lasów (Lissa)
- Żarka nad Nysą (Sercha an der Neiße)